# Jean Mohr
Jean Mohr (13. září 1925 Ženeva, Švýcarsko – 3. listopadu 2018 Collonge-Bellerive) byl švýcarský dokumentární fotograf, který od roku 1949 působil především v některých hlavních humanitárních organizacích světa, včetně Úřadu Vysokého komisaře OSN pro uprchlíky, Mezinárodní výbor Červeného kříže (ICRC), Agentura OSN pro pomoc a práci pro palestinské uprchlíky na Blízkém východě (UNRWA), Světová zdravotnická organizace a Mezinárodní organizace práce.

## Raný a osobní život
Mohr byl syn německých přistěhovalců, kteří přišli do Švýcarska v roce 1919. Jeho otec požádal o švýcarské občanství jako reakci proti Hitlerovi a rodina se v roce 1939 stala švýcarskými občany.
Mohr se stal profesionálním umělcem až ve třiceti letech, nejprve studoval ekonomii (jako kolega dokumentární fotograf Sebastião Salgado), získal magisterský titul v oboru ekonomie a sociální vědy na Ženevské univerzitě a později studoval malbu na Julianově akademii v Paříži.
V roce 1956 se oženil s dokumentaristkou Simone Turrettiniovou. Měli dva dospělé syny a pět vnoučat.

## Kariéra
Vytvořil 26 knih o fotografii, pět se svým literárním spolupracovníkem Johnem Bergerem a jednu s Edwardem Saidem. Jeho nejpozoruhodnější nedávná kniha byla 50letá retrospektiva jeho práce fotografující palestinské uprchlíky, Side by Side or Face to Face, vydaná ve spolupráci s MVČK a Mezinárodním muzeem Červeného kříže a Červeného půlměsíce v Ženevě, kde žil.
Nejvíce ho proslavila celoživotní dokumentární spolupráce s Johnem Bergerem na šesti dílech. Jeho dalším velkým životním projektem bylo fotografování palestinských uprchlíků po dobu padesáti let, od jeho prvního úkolu MVČK v roce 1949, přes Šestidenní válku v roce 1967, až po tamní úkol pro MVČK v roce 2002.
Poskytl také několik filmových záběrů a fotografie pro film z roku 1989 Play Me Something, který napsal Berger, režíroval Timothy Neat a v hlavní roli Berger, Hamish Henderson a Tilda Swintonová. Byl námětem několika filmů BBC, většinou s Bergerem, včetně Photographer Among Men (1975), Pig Earth (1979) a Another Way of Telling (1988), oba týkající se Bergerových knih a Traveling with Jean Mohr. Jeho fotografie byly také použity v inscenaci opery Vinko Globokara Gastarbeiter (Hostující dělníci) z roku 1987. Jeho práce s divadelními společnostmi zahrnovala inscenaci nazvanou Check Up od Edwarda Bonda a režii Carla Brandta. Deset let také spolupracoval a fotografoval s L' Orchester de la Suisse Romande a vydal knihy o dvou jeho dirigentech.

## Ocenění
Mezi jeho hlavní ocenění patřila cena z Kolína nad Rýnem za rok 1978, která ho označila za fotografa, který se nejvíce angažoval v oblasti lidských práv, cena za současnou fotografii v roce 1984 v Lausanne za jeho výstavu „C'était demain“ („Bylo to zítra“) a v roce 1988 Cena města Ženevy za výtvarné umění, kdy byl poprvé jmenován fotograf. V roce 1964 byl také označen za jednoho z padesáti významných švýcarských umělců té doby. Jeho dílo lze nalézt mimo jiné ve sbírce Metropolitního muzea umění. Jeho fotografické archivy jsou uloženy v Musée de l'Élysée v Lausanne ve Švýcarsku.

## Publikovaná díla
- Ernest Ansermet (1961)
- J'aime les Marionnettes (1962)
- Serial Atlas des Voyages (1962–68), svazky o Jugoslávii, Finsku, Švédsku, Norsku, Dánsku, Irsku, New Yorku, Středním západě a příspěvky do svazků o Československu, Sicílii a Moskvě
- A Fortunate Man: Příběh venkovského lékaře (s Johnem Bergerem, 1967)
- Art and Revolution (s Johnem Bergerem, 1969)
- La Suisse insolite (s Louisem Gaulisem, 1971)
- A Seventh Man (s Johnem Bergerem, 1975)
- Another Way of Telling (s Johnem Bergerem, 1981)
- After the Last Sky: Palestinian Lives (s Edwardem W. Saidem, 1986)
- Un peu de texte ou pas du tout (1988)
- Le grand livre du Salève (1988)
- Les métiers de la rue (s Jil Silberstein, 1990)
- Armin Jordan, Portrait d'un Chef (s Jean-Jacquesem Rothem, 1997)
- Renesance, vila Edelstein (1998)
- At the Edge of the World (s Johnem Bergerem, 1999)
- Derrière le miroir (s Bernardem Crettazem, Jean-Philippe Rappem, Johnem Bergerem a Katyou Bergerovou, 2000)
- Bide by Side or Face to Face (2003)
- Manifeste pour une paix juste et durable au Moyen-Orient
- John by Jean: Fifty Years of Friendship. Occasional Press (2016).
- 100 photographs by Jean Mohr for the freedom of the press (Reportéři bez hranic listopad 2010. S úvodem Johna Bergera).

## CD-ROM
- Jean Mohr, A photographer’s journey (Cesta fotografa, 1200 fotografií)